# سليم محساس
سليم محساس (18 يونيو 1991 بالدائرة الثالثة عشرة في باريس في فرنسا - ) هو لاعب كرة قدم جزائري في مركز الوسط.

## روابط خارجية
- سليم محساس على موقع قاعدة بيانات كرة القدم.إي يو (الإنجليزية)
- سليم محساس على موقع Soccerway.com (الإنجليزية)